# 陳振龍
陈振龙（約1543年—1619年），大明福建省福州府长乐县青桥村人，曾由呂宋引進了蕃薯和菸草入中國。
早年中秀才，後屢試不第，遂從商，往返於吕宋岛（今菲律宾），見當地種植蕃薯，可生吃亦可熟食，謂有“六益八利，功同五谷”。遂將甘薯種帶回福州。其子陳經綸向巡撫金學曾遞稟，請求幫助推廣，以解粮荒。
陳振龍于呂宋經商時，曾把菸草最早傳入中國的港口月港，于月港附近的石码種植。